# Lalgarh
Lalgarh fou un estat tributari protegit del tipus thakurat garantit, a l'agència de Malwa, Índia. La capital era la vila de Lalgarh avui al districte de Dhar da Madhya Pradesh.
La superfície era de 36 km² i la població de 1.838 habitants el 1901. Els ingressos s'estimaven el mateix any en 18.000 rúpies. El sobirà portava el títol de thakur i era un rajput chauhan.